# 拉阿梅特利亚
拉阿梅特利亚（西班牙語：La Ametlla），是西班牙加泰罗尼亚巴塞罗那省的一个市镇。总面积14平方公里，总人口8227人（2013年），人口密度583人/平方公里。